# Prumnopitys exigua
Prumnopitys exigua é uma espécie de conífera da família Podocarpaceae.
Apenas pode ser encontrada na Bolívia.